# Sidewaulk
Sidewaulk è il terzo album in studio del gruppo folk rock scozzese Capercaillie, pubblicato nel 1989.

## Tracce
1. Alasdair Mhic Cholla Ghasda – 2:30
2. Balindore – 4:00
3. Fisherman's Dream – 3:56
4. Sidewaulk Reels – 4:49
5. Iain Ghlinn' Cuaich – 3:20
6. Fosgail an Dorus/Nighean Bhuidh' Ruadh – 3:00
7. The Turnpike – 6:30
8. Both Sides the Tweed – 4:57
9. The Weasel – 5:17
10. Oh Mo Dhùthaich – 2:44